# 군정 분리
군정 분리(軍政分離)는 군정이 일반 행정 기관에서 담당하고 군령은 국가 원수 직속의 독립적인 군령 기관을 설치하여 그 기관에서 정부의 책임과 무관하게 임무를 수행하는 제도이다. 최고군령기관은 장군으로 구성되는 참모본부가 담당하는 것이 일반적이다. 제정 독일과 제2차 세계 대전 당시 일본에서 볼 수 있었는 데 제국주의의 소산이다.

## 같이 보기
- 병정 통합 주의